# ハウンテッド

有限会社ハウンテッド（HAUNTED）はCM、TV、CM、映画、イベント展示物、アミューズメント施設、販売用商品等に関する造型物、特殊メイク、特殊効果や装置及びロボット等の製作、企画及びデザイン
1993年に設立した。代表は米塚尚史。事務所は東京都渋谷区恵比寿で、アトリエが八王子市にある。

## 受賞歴

### CM
- 住友スリーエム「スコッチ・ブライト かっぱ 篇」ACC銅賞（2001年）　特殊メイク担当
- 春日井製菓「のどにスッキリ　スッキリ伊集院　篇」ACC賞（2003年）　特殊造型担当
- 月桂冠「月桂冠 月 彼女の夢/赤の連想/ふたりの貝 篇」ACC賞ブロンズ（2006年）　人魚のスーツ、貝の潮吹きの特殊効果
- かとう製菓「松阪牛せんべい 説教 篇」ACC賞（2006年）　きぐるみ担当
- タマホーム「ガスタイプ登場　イナバウアー 篇」ACC賞（2006年）　特殊造型担当
- マイクロソフト株式会社「Yunnie Vlog」東京インタラクティブアドアワード その他インタラクティブ広告部門・銅賞（2007年）　特殊造型担当
- マイクロソフト株式会社「Let it Yunnie! Vlog」東京インタラクティブアドアワード プロダクトタイアップ部門・入賞（2007年）　特殊造型担当
- アニコムインターナショナル株式会社 パフェジャポン 「どうぶつのケガ」篇／「どうぶつの肥満」篇／「どうぶつの迷子」篇 ACC賞（2007年）　リアルな動物のメカニカルマスク担当